# Área metropolitana de Danville (Virginia)
El Área Estadística Metropolitana de Danville, VA MSA, como la denomina la Oficina del Censo de los Estados Unidos, es un Área Estadística Metropolitana centrada en la ciudad de Danville, estado de Virginia, en Estados Unidos. Su población según el censo de 2010 es de 106.561 de habitantes, convirtiéndola en la 336.º área metropolitana más poblada de los Estados Unidos.

## Composición
El área metropolitana está compuesta por 1  ciudad independiente y 1 condado, junto con su población según los resultados del censo 2010:
- Ciudad de Danville  – 43.055 habitantes
- Condado de Pittsylvania – 63.506 habitantes

## Principales ciudades del área metropolitana
Ciudad principal o núcleo
- Danville

Otras comunidades
- Chatham
- Gretna
- Hurt